# Santa Mônica
Santa Mônica är en kommun i Brasilien.   Den ligger i delstaten Paraná, i den södra delen av landet, 1 000 km sydväst om huvudstaden Brasília. Antalet invånare är 3 570. Arean är 260 kvadratkilometer.
Terrängen i Santa Mônica är huvudsakligen platt.
Omgivningarna runt Santa Mônica är huvudsakligen savann. Runt Santa Mônica är det glesbefolkat, med 12 invånare per kvadratkilometer.